# Nick Beggs
Nicholas Beggs (15 de dezembro de 1961 –) é um músico inglês, reconhecido pela atuação com os instrumentos baixo e chapman stick. Atualmente, integra a banda The Mute Gods, além de recentemente ter formado Trifecta com Adam Holzman e Blundell, com histórico de participação nos grupos Kajagoogoo, Iona, Ellis, Beggs, & Howard, bem como no conglomerado de Steven Wilson.

## Vida pessoal
Beggs nasceu em Winslow, Buckinghamshire, em 1961. Seus pais concernem a Herby e Joan Beggs, tendo ele, ainda, uma irmã mais jovem, Jacqueline. Seu pai o deixou enquanto miúdo, retornando, todavia, apenas numa idade maior. Em novembro de 1979, Herby Beggs, mãe, morreu de câncer, implicando a ele os cuidados da irmã, então de 15 anos. Acedeu ao posto de lixeiro ao concluir a escola.
Sua filha, Lula, nasceu em 29 de maio de 1991, três anos precedentemente ao término do primeiro casamento (com Eleni Gagoushi), realizado em 1994. A próxima filha viria em 2002, da união com a namorada Ann Staniford, com quem casaria-se em 2004. Fora alcunhada Willow Beggs. É padrasto dos três filhos anteriores da esposa, que atinam a Olivia, Callum e Jake Keenan.
Beggs admitiu os padrões de pescetariano e  vegetariano. Deixou de comer carne devido à reputação negativa no que franqueia a pecuária.

## Carreira
A primeira banda de Beggs, Johnny and the Martians, formada aos 10 anos, consistia em dois amigos no trompete e violão e Beggs na bateria. Após, moveu-se para a Linslade Secondary School. Depois de frequentar a escola de artes, Beggs concebeu, em 1978, a banda Art Nouveau, com Steve Askew, Stuart Croxford Neale e Jez Strode. Chris Hamill, consuetamente concentrado sobre o nome artístico "Limahl", entrou no grupo em 1981, e, à sugestão de Nicholas, este foi renomeado para Kajagoogoo. O lançamento do primeiro single, Too Shy, efetuou-se em janeiro de 1983, alçando a banda para uma turnê promocional que, por sua vez, engendraria uma tomada do número 1 na UK Singles Chart. A banda, dentre o mesmo ano e o seguinte, ainda hastearia quatro músicas ao top 40 hits. Depois de demitir o vocalista Limahl em 1983 e separar-se de Strode em 1985, os três membros restantes da banda reformaram-na como "Kaja", lançando o álbum Crazy People's Right To Speak e o single Shouldn't Do That. Entre 1985 e 1987, Beggs dedicou-se à composição com vários outros escritores, finalmente formando Ellis, Beggs & Howard em março de 1987. Ellis, Beggs e Howard se separaram em 1989, e, no ano subsequente, Beggs ingressou na banda folk progressiva Iona. Gravou dois álbuns junto a ela, The Book of Kells e Beyond These Shores.
Ele continuou trabalhando com vários artistas e bandas, incluindo Gary Numan, Alphaville, Belinda Carlisle, Emma Bunton (em seu álbum Life in Mono) e o ex-baixista do Led Zeppelin, John Paul Jones. Em 1996, Beggs conheceu Howard Jones em um voo dos Estados Unidos e uma amizade foi estabelecida. Jones convidou Beggs para fazer uma turnê como parte de sua banda.
Beggs trabalhou como gerente da Phonogram Records por oito meses. Mais tarde, ele se tornou um colaborador de várias publicações de guitarra, sendo redator da revista Bass Guitar. Adicionalmente, é membro da escola de guitarra e baixo Guitar-X de Londres.
O artista gravou e lançou Stick Insect (2002), The Maverick Helmsman (2004), The Darkness In Men's Hearts (2013),Words Fail Me (2019) e Music For Drones.
Em fevereiro de 2013, o projeto Lifesigns, de Beggs, John Young e Frosty Beedle, desferiu seu primeiro álbum, homônimo.
Beggs e Askew estiveram fortemente envolvidos com uma dupla epitetada "Industrial Salt", que fez sucesso no Japão. Os dois também elaboraram em material para Claudia Mills, finalista do programa de talentos Let Me Entertain You.
Um Kajagoogoo reconstituído com Beggs, Askew e Croxford Neale fez uma turnê em 2004. Limahl e Strode voltaram em 2008, em cujo ano a banda fez uma turnê longa. A seguir, lançou um EP de novo material em 2011. Em entrevista à Cherry Red TV em 2018, Beggs falou sobre a reunião, afirmando que "nós nos reformamos e fizemos turnê e [sic] gravamos um EP e [sic] remasterizamos o catálogo antigo... e  [sic] naquele ponto eu senti que tínhamos feito tudo. Foi uma boa maneira de terminar com chave de ouro, colocar um laço nisso e deixá-lo sozinho e [sic] seguir em frente."[carece de fontes?]
Desde 2011, Beggs é integrante da banda de turnê de Steven Wilson, tendo também contribuído para os álbuns Grace For Drowning, The Raven That Refused to Sing, Hand. Cannot. Erase., o EP 41/2, To the Bone e The Future Bites. Em fevereiro de 2013, o projeto Lifesigns, de Beggs, John Young e Frosty Beedle, lançou um álbum homônimo.
Beggs, outrossim, se filiou à banda Fish on Friday, que lançou Godspeed no final de 2014, e colaborou para com a idealização solo de John Mitchell, Lonely Robot, a qual distribuiu o álbum Please Come Home em fevereiro de 2015.
A mais recente manifestação de Nick no que tange a grupos se deu em agosto de 2021, através do lançamento de fragments, pela Kscope. Previamente, lançou Do Nothing till You Hear from Me (2016), Tardigrades Will Inherit The Earth (2017) e Atheists and Believers (2019), por via do nome The Mute Gods.

## Discografia

### Ellis, Beggs and Howard

#### Singles
- "Big Bubbles No Troubles" — RCA PB 42089, junho de 1988
- "Bad Times" — RCA PB 42041, agosto de 1988
- "Where Did Tomorrow Go?" — RCA PB42317, novembro de 1988
- "Big Bubbles No Troubles" remix — RCA PB 42089, fevereiro de 1989
- "Big Bubbles No Troubles" remix — RCA PB 42788n abril de 1989

#### Álbuns
- "Homelands" — RCA, 1988
- "The Lost Years Volume One", 1997
- "The Lost Years Volume Two",[quando?]

### Lifesigns
- "Lifesigns" — Esoteric Antenna, 2013

### Solo

#### Álbuns
- "Stick Insect", — CD Stick Enterprises, 2002
- "The Maverick Helmsman" — CD Stick Enterprises, 2004
- "The Darkness Inside Mens Hearts" — Burning Shed, 2014: uma compilação das obras de Beggs com chapman stick, nomeadamente Stick Insect (2002) e The Maverick Helmsman (2004)
- "Words Fail Me" — CD Cherry Red Records, 2019

### Miscelânea
Com Steve Hackett
- "Out of the Tunnel's Mouth", 2009
- "Beyond the Shrouded Horizon", 2011
- "Live Rails", 2011
- "Genesis Revisited II", 2012

Com Steven Wilson
- "Grace For Drowning", 2011
- "Catalog / Preserve / Amass" (ao vivo), 2012
- "Get All You Deserve" (ao vivo), 2012
- "The Raven that Refused to Sing (And Other Stories)", 2013
- "Drive Home", 2013
- "Hand. Cannot. Erase.", 2015
- "4½", 2016
- "To the Bone", 2017
- "Home Invasion: In Concert at the Royal Albert Hall", 2018
- "The Future Bites", 2021

Com Lonely Robot (John Mitchell)
- "Please Come Home", 2015

Com The Mute Gods
- "Do Nothing till You Hear from Me", 2016
- "Tardigrades Will Inherit the Earth", 2017
- "Atheists and Believers", 2019

Com Trifecta
- "Fragments", 2021